# Gewöhnliche Stockrose
Die Gewöhnliche Stockrose (Alcea rosea), auch Stockmalve, Garten-Pappelrose, Bauernrose, Garten-Stockrose oder Eibisch genannt, ist eine Pflanzenart aus der Gattung Stockrosen (Alcea) innerhalb der Familie der Malvengewächse (Malvaceae). Viele Sorten werden als Zierpflanzen verwendet.

## Beschreibung

### Vegetative Merkmale

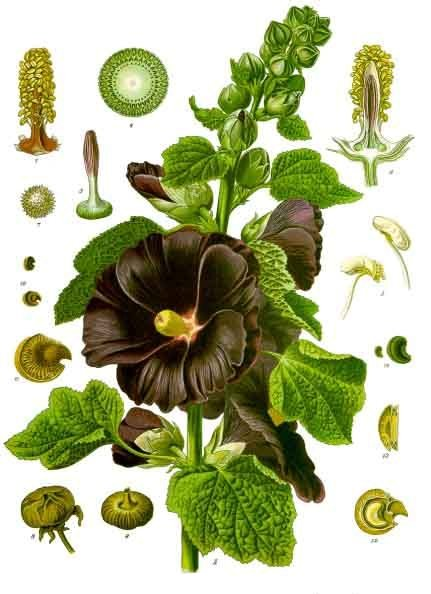
Illustration mit schwarzroten Blüten in Köhler's Medizinalpflanzen

Die Gewöhnliche Stockrose ist eine zweijährige bis kurzlebig ausdauernde krautige Pflanze, die Wuchshöhen von 1 bis 2, selten bis zu 3 Metern erreicht. Die oberirdischen Pflanzenteile besitzen meist Sternhaare. Der Stängel ist kräftig, aufrecht, kaum verzweigt und dicht rauhaarig.
Die im ersten Jahr in einer grundständigen Blattrosette und im zweiten Jahr am Stängel verteilt angeordneten Laubblätter sind in Blattstiel und Blattspreite gegliedert. Der Blattstiel ist 5 bis 15 Zentimeter lang und besitzt Sternhaare. Die mit einem Durchmesser von 6 bis 16 Zentimetern fast kreisförmige Blattspreite ist filzig bis wollig behaart, schwach drei- bis siebenlappig, manchmal auch gekerbt. Der mittlere Blattlappen ist etwa 3 Zentimeter lang und 4 bis 6 Zentimeter breit. Die eiförmigen Nebenblätter sind etwa 8 Millimeter lang, eiförmig und dreilappig.

### Generative Merkmale
Die Blütezeit reicht je nach Standort von Februar bis Oktober. Die Blüten stehen einzeln oder zu mehreren in den oberen Blattachseln und in einem endständigen ährenähnlichen Blütenstand. Die Tragblätter ähneln den Laubblättern. Die behaarten Blütenstiele sind etwa 5 Millimeter lang und verlängern sich bis zur Fruchtreife auf 8 bis 10 Millimeter.

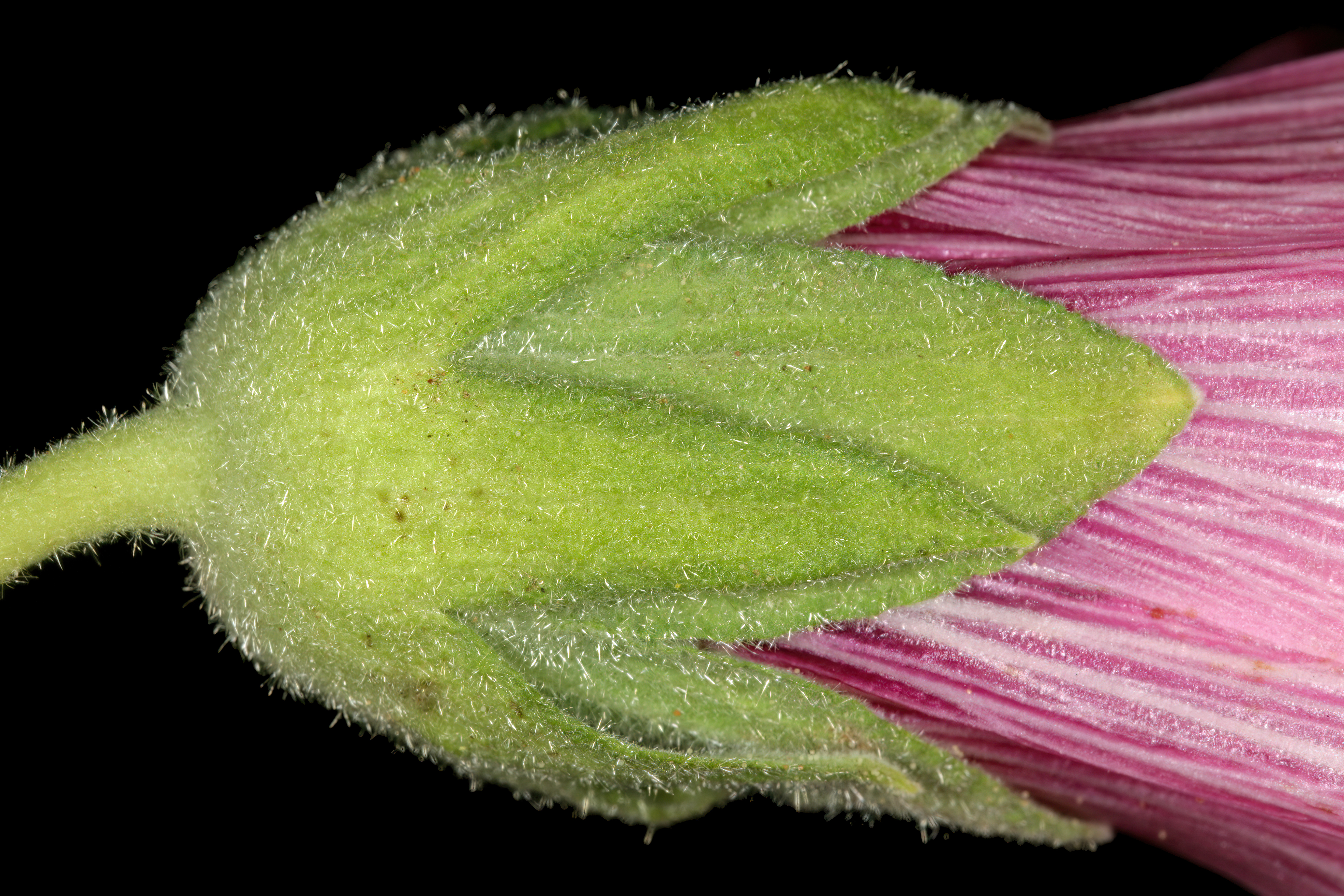
Becherförmiger Außenkelch mit behaarten Kelchblättern und rosa Kronblättern

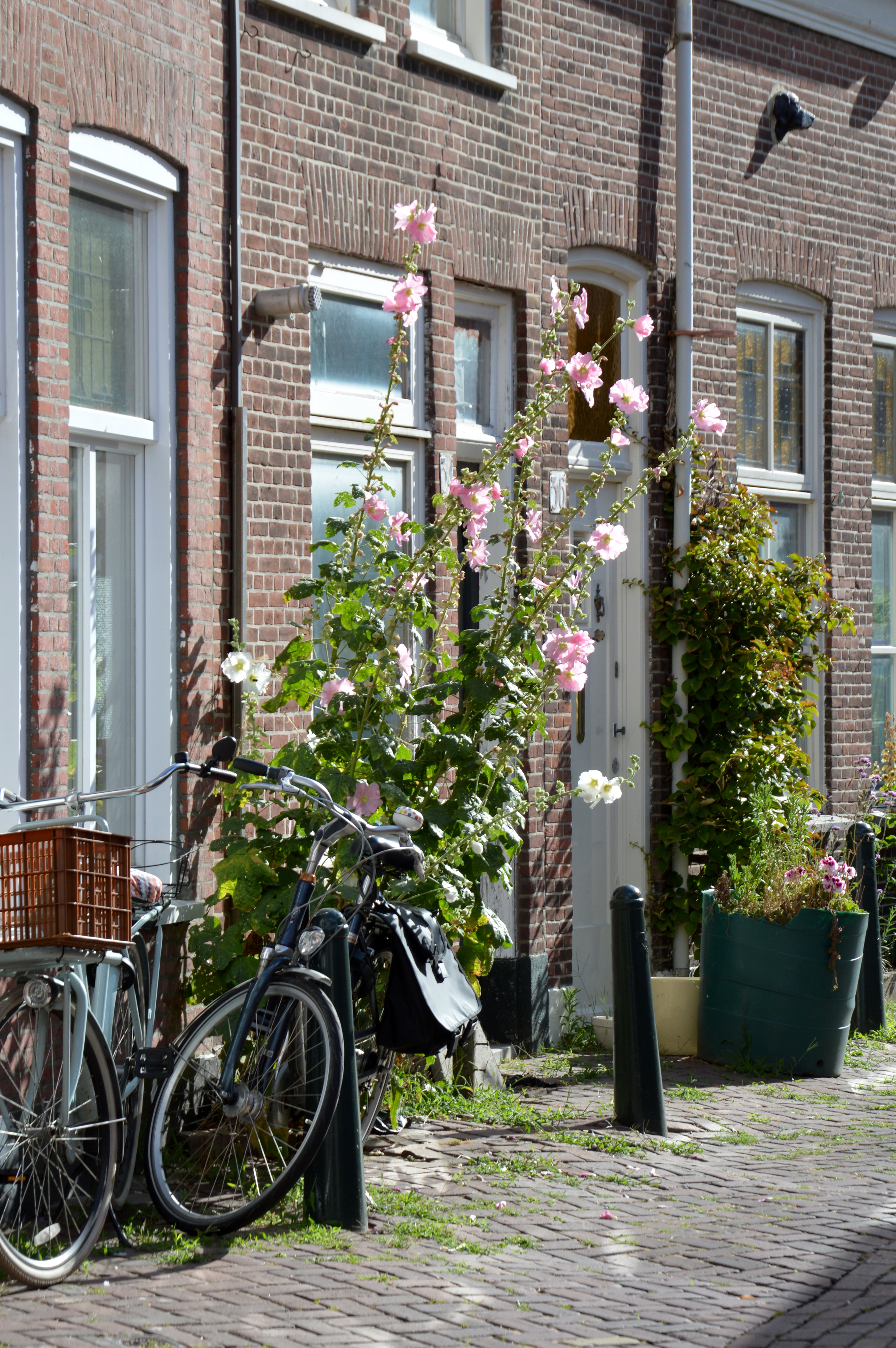
Stockrosen an einem Backstein-Reihenhaus in Scheveningen

Die auffälligen Blüten sind zwittrig und radiärsymmetrisch. Der becherförmige Außenkelch ist meist sechs- bis siebenlappig, 8 bis 10 Millimeter lang und ist dicht mit Sternhaaren bedeckt. Die fünf dicht filzig behaarten Kelchblätter sind glockenförmig verwachsen, wobei der Kelch einen Durchmesser von 2 bis 3 Zentimetern aufweist und die Kelchzipfel 1,2 bis 1,5 Zentimeter lang sind. Die Blütenkrone weist einen Durchmesser von 6 bis 10 Zentimeter auf. Die fünf freien, 4 Zentimeter langen, genagelten Kronblätter sind rosa- bis purpurfarben oder schwärzlich rot, selten auch weiß oder gelb. Die Staubblattröhre ist kahl und etwa 2 Zentimeter lang und die freien Bereiche der Staubfäden sind nur etwa 2 Millimeter lang. Der vielästige Griffel ist flaumig behaart.
Die flaumig behaarte Spaltfrucht ist mit einem Durchmesser von etwa 2 Zentimetern scheibenförmig. Die vielen (20 bis 40) fast kreisförmigen Teilfrüchte weisen einen Durchmesser von 7 bis 8 Millimetern auf und sind längsrippig.
Die Chromosomenzahl beträgt 2n = 42.

## Ökologie und Biodiversität

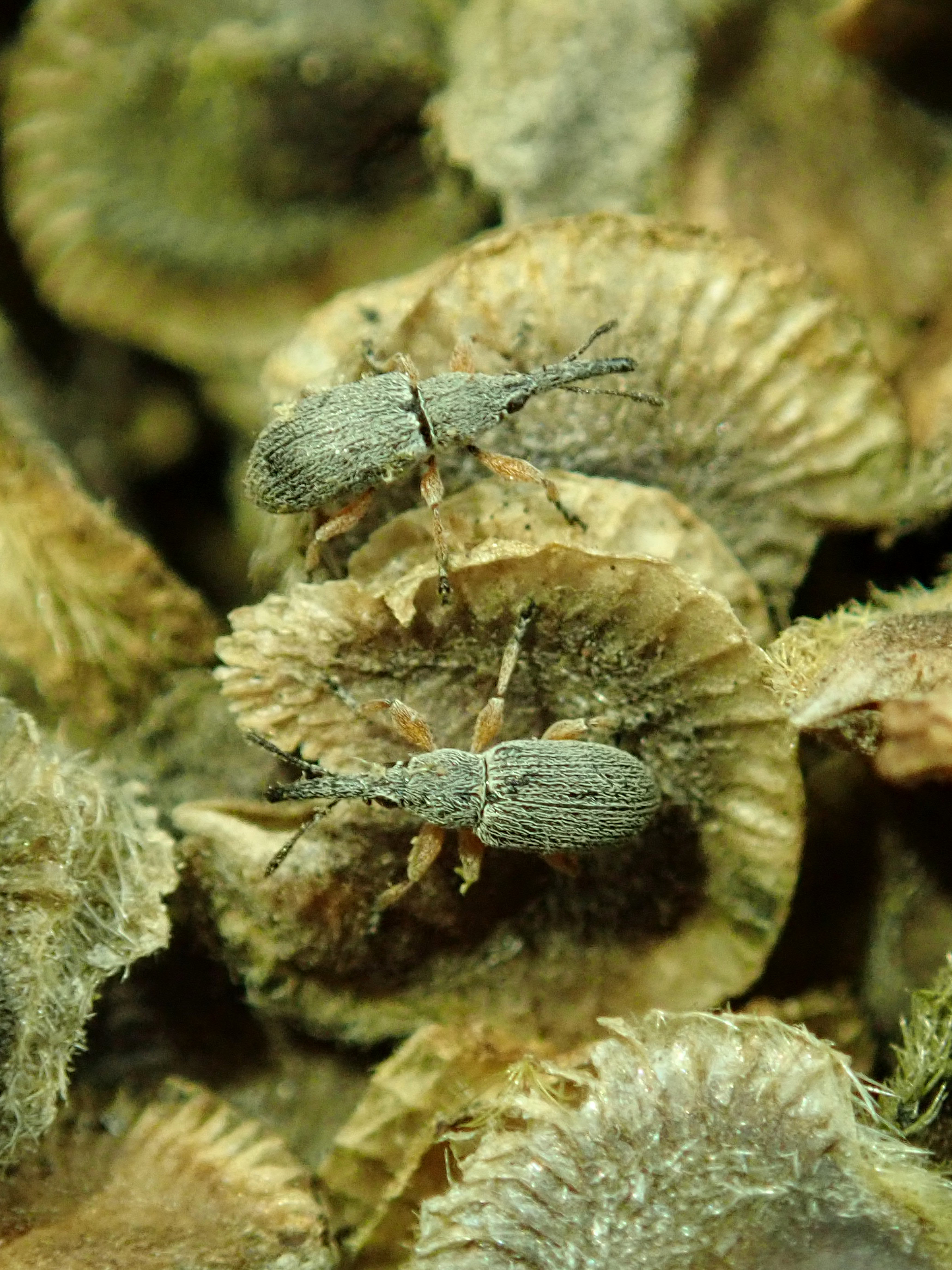
Zwei Langrüsslige Stockrosenspitzmäuschen auf Stockrosensamen.

Die Gewöhnliche Stockrose profitiert von der Klimaerwärmung und ist inzwischen auch verwildert außerhalb von Gärten zu finden. In Skandinavien steht sie häufig an der besonnten Südseite von Häusern, da sie in diesem Mikroklima ausreichend Wärme erhält. Ihre Blüten werden vor allem von Hummeln angeflogen und bestäubt.
An der Pflanze entwickelt sich eine große Vielfalt von Spitzmausrüsslern. In Deutschland handelt es sich dabei sowohl um Neozoa, die in neuerer Zeit eingewandert sind, als auch solche, die vorher schon heimisch waren und an anderen Malvengewächsen lebten. Die Larven des Kräftigen Stockrosen-Spitzmausrüsslers entwickeln sich bohrend in den Stängeln, obwohl abweichend davon auch angegeben wird, dass sie sich in den Früchten entwickeln würden. Diese Art ist in neuerer Zeit eingewandert. Zwei weitere Arten der Gattung (Aspidapion aeneum und Aspidapion radiolus) entwickeln sich ebenfalls in den Stängeln der Pflanze. Sie kamen vorher auf wilden Malvengewächsen vor. Das Zweifarbige Malven-Spitzmäuschen war schon lange in Deutschland heimisch, war früher aber selten und an wilden Malvengewächsen zu finden. Die Larven dieser Art entwickeln sich in den Früchten, wobei pro Larve ein Samenkorn gefressen wird. Ein Neuankömmling ist das Langrüsslige Stockrosenspitzmäuschen, es ist in Deutschland nur an der Gewöhnlichen Stockrose zu finden. Die Entwicklungsweise ähnelt der vorigen Art. Der neueste Einwanderer ist der Krummrüsslige Stockrosen-Spitzmausrüssler.
Neben den bereits beschriebenen Insektenassoziationen kann A. rosea in Schwermetall-belasteten Böden durch verstärkte Aktivität antioxidativer Enzymsysteme, Prolinakkumulation und eine Blatt-zentrierte Zinkablagerung toxische Effekte abschwächen, was sie als potenzielle Phytostabilisatorin prädestiniert. Aufgrund ihres hohen Biomasseertags, der geringen Überführung von Blei und Zink in die Nahrungskette und ihrer Attraktivität als Zierpflanze wird A. rosea als kostengünstige Option zur Phytostabilisierung von Pb-/Zn-belasteten Böden diskutiert; Chelatoreinsatz kann dabei die Metallaufnahme weiter erhöhen.
Feldversuche mit 14 Sorten zeigten, dass Salzstress Photosynthesepigmente und Blütenertrag mindert, während Prolin- und Malondialdehydgehalte sowie die Aktivitäten von Katalase, Ascorbat- und Glutathionperoxidase signifikant ansteigen. Die Varietät ‘Masouleh’ wies unter starker Salinität den geringsten Blüten-, die Varietät ‘Khorramabad’ den geringsten Samenertragsverlust auf und gilt damit als besonders salztolerant.

### Vorkommen

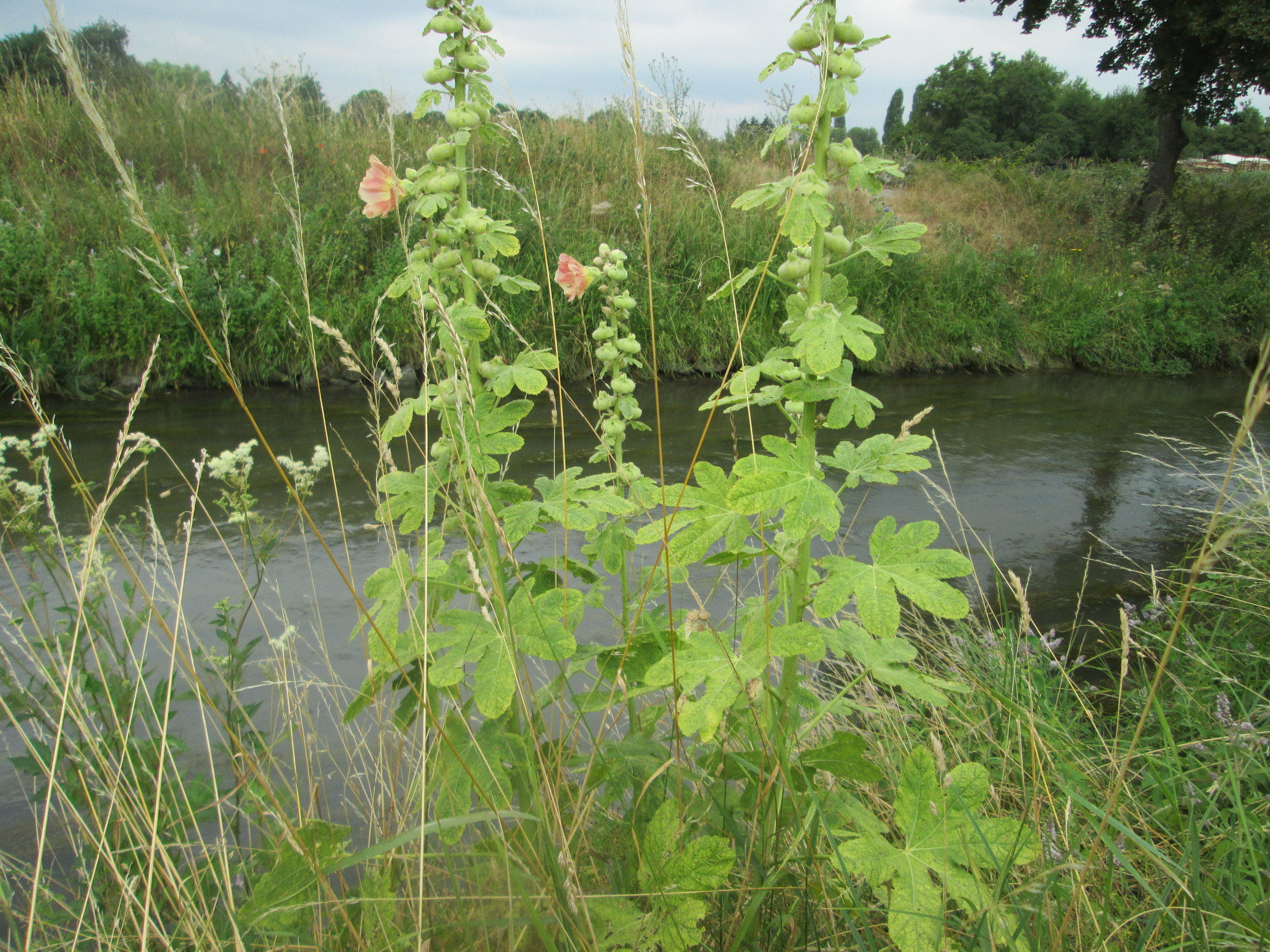
Verwilderte Stockrosen bevorzugen nährstoff- und lichtreiche warme Standorte

Die Gewöhnliche Stockrose wurde im 15. Jahrhundert, möglicherweise auch eher, aus dem südwestlichen China nach Südeuropa eingeführt. Sie ist vermutlich eine Kulturhybride. Als Stammart wird die Blass-Pappelrose (Alcea biennis) vermutet. Die Gewöhnliche Stockrose wird in ganz Europa als Zierpflanze für Staudenbeete und Bauerngärten kultiviert, es gibt sowohl einfache als auch gefüllte Blüten in unterschiedlichen Farben.
Gelegentlich kommt die Stockrose mittlerweile verwildert vor. Ihre ökologischen Zeigerwerte nach Landolt et al. 2010 sind: Feuchtezahl F = 3 (mäßig feucht), Lichtzahl L = 4 (hell), Reaktionszahl R = 3 (schwach sauer bis neutral), Temperaturzahl T = 4+ (warm-kollin), Nährstoffzahl N = 4 (nährstoffreich), Kontinentalitätszahl K = 4 (subkontinental).

### Taxonomie
Der wissenschaftliche Name Alcea rosea wurde 1753 von Carl von Linné in Species Plantarum erstveröffentlicht. Wichtige Synonyme für Alcea rosea L. sind Althaea rosea (L.) Cav. und Althaea sinensis Cav.

### Synonyme
Althaea rosea (L.) Cav. und Althaea sinensis Cav. sind Synonyme für die Stockrose.

### Hybriden
Es gibt Hybriden aus Kreuzungen vor allem von Alcea rosea und Althaea officinalis, die wegen ihrer größeren Resistenz gegen Malvenrost und ihrer über zwei Jahre hinausgehenden Lebensdauer als „Stockrosen“ auf dem Markt sind, beispielsweise unter den Trivialnamen (Warenzeichen) Parkfrieden, Parkrondell und Parkallee.
Mittels SLAF-Sequenzierung wurden 425.098 SNP-Marker in 38 Genotypen erfasst; daraus ließ sich zeigen, dass Wildzugänge eine höhere genetische Diversität aufweisen als Kultivare und dass sich Clusterbildung mit Wuchs- und Blütentyp korreliert. Aus 26 stark polymorphen Loci wurde ein DNA-Fingerprint-Set erstellt, das eine eindeutige Sorten- und Herkunftsidentifikation von A. rosea ermöglicht und als Grundlage für künftige Züchtungs- und Schutzrechtsverfahren dient.

## Krankheiten und Schädlinge
Stockrosen werden häufig von Malvenrost befallen.
Im Jahr 2016 wurde in Indien ein Komplex aus mono- und bipartiten Begomoviren – darunter das neu beschriebene „Hollyhock yellow vein mosaic New Delhi virus“ (HoYVMNDV) – sowie Beta- und Alphasatelliten als Auslöser von Gelbader- und Blattkräusel-Erkrankungen an A. rosea identifiziert; die Art kann somit als Reservoir für unterschiedliche Geminiviren dienen.

## Verwendung als Nutzpflanze

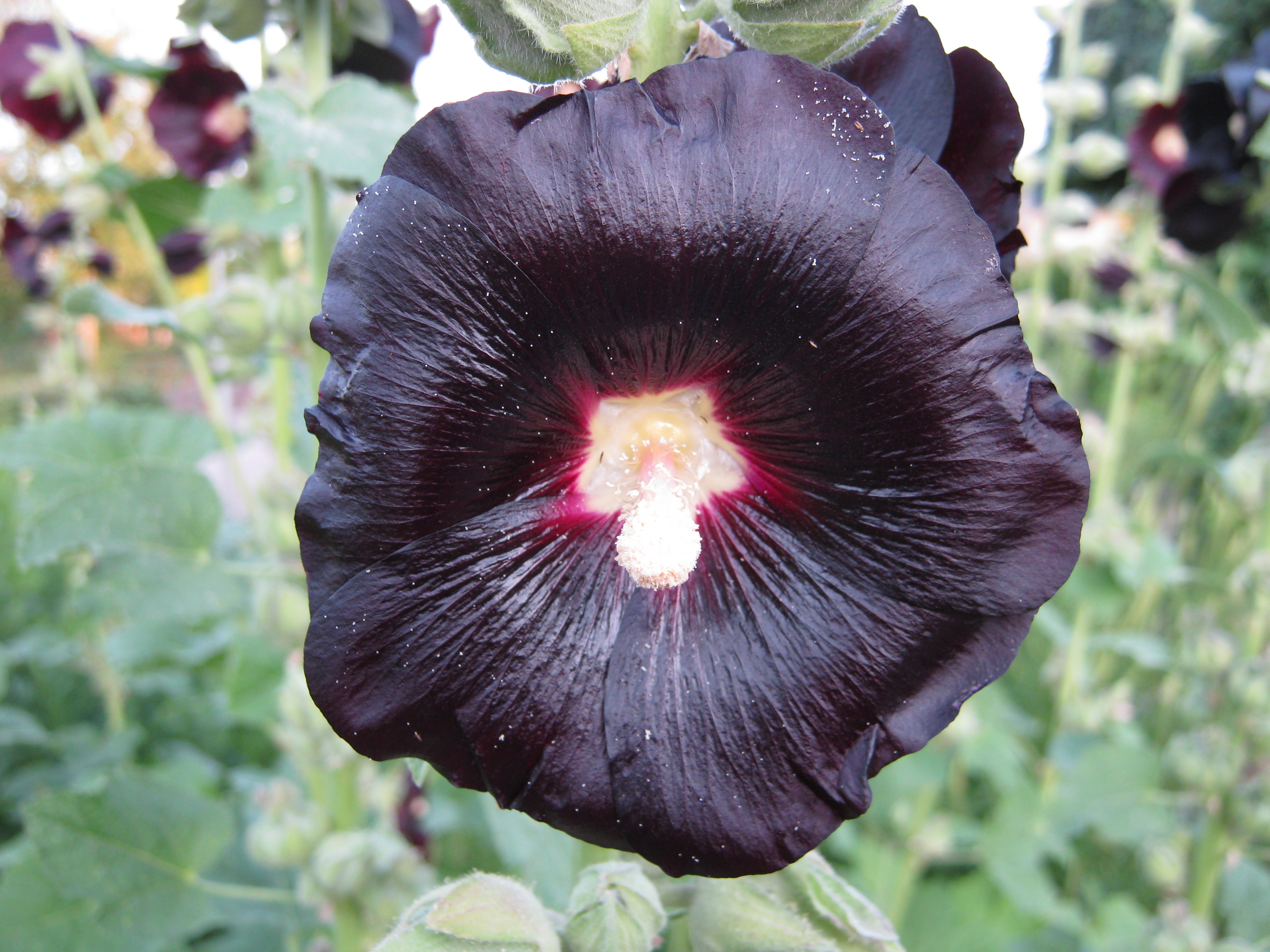
Aus der schwarz-roten Blütenvariante wurde früher der Farbstoff Malvidin gewonnen

Früher wurde die Stockrose als Färbepflanze angebaut. Für die Gewinnung von Farbstoffen wurden nur schwarz-rote Varianten verwendet, da deren Kronblätter das Anthocyan Malvidin in großen Mengen enthalten. Mit Malvidin ließen sich beispielsweise Wein, Likör, Süßspeisen, Lebensmittel und Textilien färben. Der Farbton lag zwischen violettblau und grau.
Neben der traditionellen Gewinnung von Malvidin wurden in jüngster Zeit bioaktive Flavonoide mit nachgewiesener antikarzinogener Wirkung isoliert, was das pharmakologische Interesse an der Art weiter steigert.
Selten wird die Stockrose auch als Heilpflanze angebaut. Aufgrund der in der Gewöhnlichen Stockrose enthaltenen Gerb- und Schleimstoffe ist sie als Muzilaginosum in manchen Hustentee-Mischungen enthalten.

## Weblinks

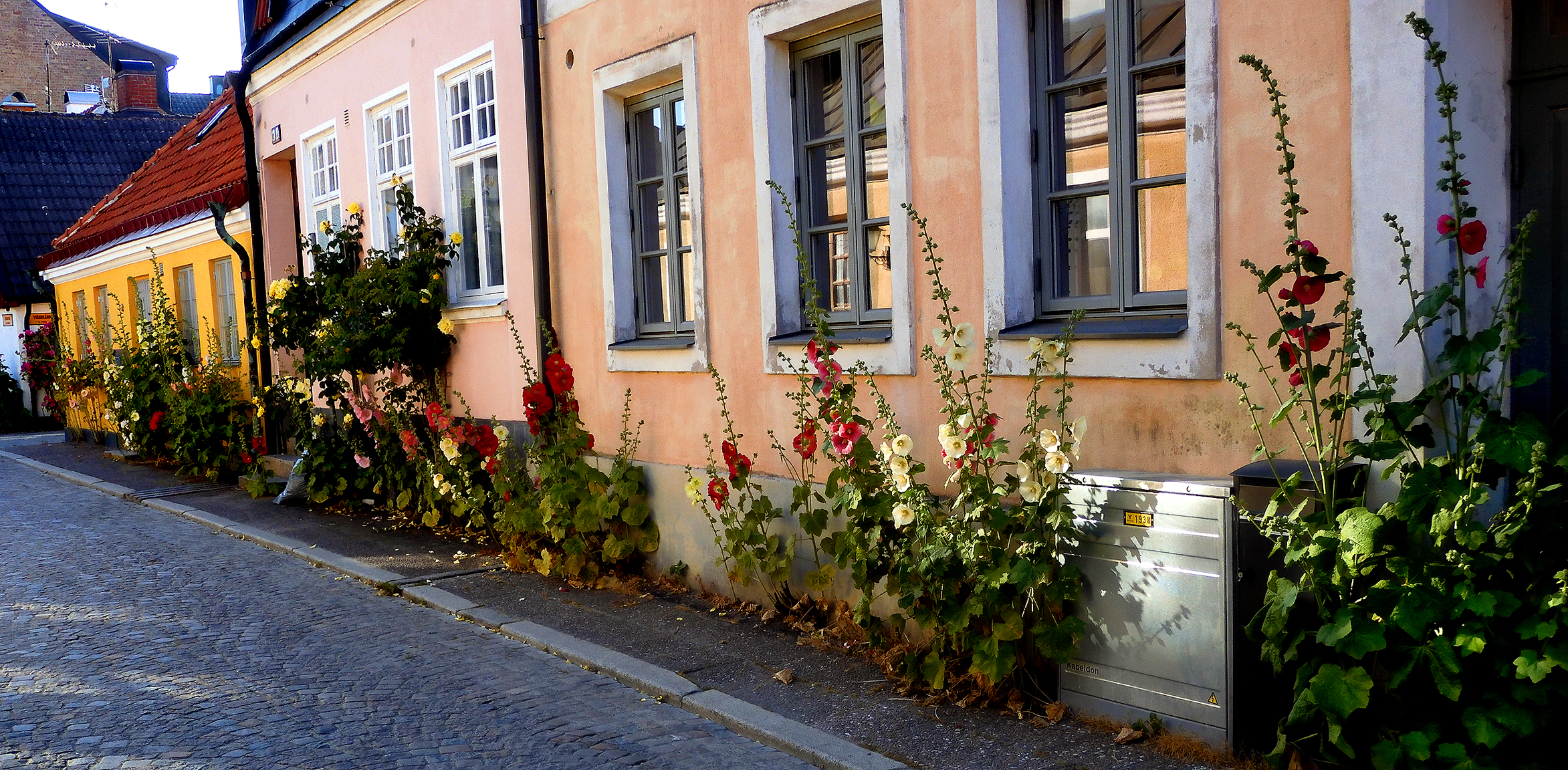
Verschiedenfarbige Stockrosen in der Altstadt von Ystad